# Toni Salgado
Antonio Salgado (Verín, 29 de abril de 1978) más conocido como Toni Salgado, es un actor de cine, teatro y televisión español, reconocido principalmente por interpretar a Nino en la serie Pazo de Familia y a Mauro en El sabor de las margaritas. En 2015 obtuvo el Premio María Casares en la categoría de mejor actor protagónico por su interpretación en la obra de teatro El principio de Arquímedes.

## Filmografía

### Cine
- Doentes (2011)
- Los hijos del sol (2017)

### Televisión
- Pratos combinados (2006)
- Mar Libre (2010)
- Piratas (2011)
- Escoba! (2012-2013)
- Códice (2014)
- Hospital Real (2015)
- Pazo de familia (2014-2017)
- El sabor de las margaritas (2018)
- El secreto de Puente Viejo (2019-2020)
- Vivir sin permiso (2020)
- La Casa de Papel (2017-2020)
- Servir y proteger (2020)
- Rapa (serie de televisión) (2022)
- Valle salvaje (2024)

### Teatro
- “Shakespeare en Roma” (2023)
- O Principio de Arquímedes (2015)
- Raclette (2016)